# 다몬인 일기
다몬인 일기(일본어: 多聞院日記 타몬인닛키[*])는 일본 고도나라 고후쿠지의 1478년부터 1618년에 걸쳐서 140년간 승려들에 의해 기록된 일기이다.
다몬인 일기에는 기본적으로 사원의 생활과 연혁등을 적은 일기형식이지만 무로마치 시대 말기부터 겐무 신정, 난보쿠초 시대, 아즈치모모야마 시대, 더 낳아가 에도 시대 초기까지의 오사카 겨울의 진, 여름의 진 등 나라를 중심으로 긴키 지방의 정세를 기록한 역사적 사료이다.
호코지 불전의 금속을 만드는 명목으로 행해진 가타나가리(백성의 무기소지를 금지하고 몰수한 정책)가 잇키를 억제하기 위한 것이라 기록과 사케를 만드는 방법에 관한 기록도 남아있다.